# The Birth of Soul
The Birth of Soul (с англ. — «Рождение души») — трех-дисковый бокс-сет ритм-энд-блюзового музыканта Рэя Чарльза, изданный 1 октября 1991 года. В 2003 году журнал Rolling Stone включил альбом в список 500 величайших альбомов всех времён по версии журнала Rolling Stone, альбом находится на 53-й позиции.
Бокс-сет состоит из простых и лучших песен, записанных за 1950-е годы Рэем Чарльзом.

## Список композиций
Диск 1
1. «The Sun’s Gonna Shine Again» (Рэй Чарльз) — 2:36
2. «Roll With My Baby» (Чарльз) — 2:35
3. «The Midnight Hour» (Свит) — 2:59
4. «Jumpin’ in the Mornin’» (Чарльз) — 2:44
5. «It Should Have Been Me» (Куртис) — 2:42
6. «Losing Hand» (Колхоун) — 3:11
7. «Heartbreaker» (Ертегён) — 2:51
8. «Sinner’s Prayer» (Фалсон, Гленн) — 3:21
9. «Mess Around» (Ертегён, Стоун) — 2:38
10. «Funny (But I Still Love You» (Чарльз) — 3:12
11. «Feelin’ Sad» (Джонс) — 2:47
12. «I Wonder Who» (Чарльз) — 2:47
13. «Don’t You Know»— 2:55
14. «Nobody Cares» (Чарльз) — 2:37
15. «Ray’s Blues» (Чарльз) — 2:52
16. «Mr. Charles Blues» (Чарльз) — 2:45
17. «Blackjack» (Чарльз) — 2:18

Диск 2
1. «I Got a Woman» (Чарльз, Ренальд Ричард) — 2:50
2. «Greenbacks» (Чарльз, Ричард) — 2:48
3. «Come Back Baby» (Чарльз) — 3:04
4. «A Fool for You» (Чарльз) — 3:00
5. «This Little Girl of Mine» (Чарльз) — 2:30
6. «Hard Times (No One Knows Better Than I» (Чарльз) — 2:53
7. «A Bit of Soul» (Чарльз) — 2:17
8. «Mary Ann» (Чарльз) — 2:45
9. «Drown in My Own Tears» (Гловер) — 3:19
10. «Hallelujah, I Love Her So» (Чарльз) — 2:34
11. «What Would I Do Without You?» (Чарльз) — 2:34
12. «Lonely Avenue» (Док Помус) — 2:33
13. «I Want to Know» (Чарльз) — 2:09
14. «Leave My Woman Alone» (Чарльз) — 2:38
15. «It’s Alright» (Чарльз) — 2:15
16. «Ain’t That Love» (Чарльз) — 2:51
17. «Get on the Right Track Baby» (Тернер) — 2:17
18. "Rock House (Parts 1& 2) " (Чарльз) — 3:51

Диск 3
1. «Swanee River Rock (Talkin’ Bout That River» (Чарльз) — 2:18
2. «That’s Enough» (Чарльз) — 2:43
3. «Talkin’ ‘Bout You» (Чарльз) — 2:49
4. «What Kind of Man Are You» (Чарльз) — 2:47
5. «I Want a Little Girl» (Меншер, Молл) — 2:53
6. «Yes, Indeed!» (Оливер) — 2:14
7. «I Had a Dream» (Чарльз, Харпер) — 2:52
8. «You Be My Baby» (Чарльз, Помус, Шуман) — 2:28
9. «Tell All the World About You» (Чарльз) — 2:01
10. «My Bonnie» — 2:44
11. «Early in the Morning» (Бэртли, Хикмен, Джордан) — 2:43
12. «Night Time Is the Right Time» (Кадена, Херман) — 3:26
13. «Carryin’ the Load» (Помус, Шуман) — 2:22
14. «Tell Me How Do You Feel» (Чарльз, Мэйфилд) — 2:42
15. «What’d I Say (Parts 1 & 2)» (Чарльз) — 6:26
16. «Tell the Truth» (Поулинг) — 3:03
17. «I’m Movin’ On» (Сноу) — 2:20
18. «I Believe to My Soul» (Чарльз) — 2:59